# 424年
| 千纪： | 1千纪 |
| 世纪： | 4世纪 \| 5世纪 \| 6世纪                                                                                          |
| 年代： | 390年代 \| 400年代 \| 410年代 \| 420年代 \| 430年代 \| 440年代 \| 450年代                                        |
| 年份： | 419年 \| 420年 \| 421年 \| 422年 \| 423年 \| 424年 \| 425年 \| 426年 \| 427年 \| 428年 \| 429年                  |
| 纪年： | 甲子年（鼠年）；北魏始光元年；北凉玄始十三年；北燕太平十六年；夏真興六年；西秦建弘五年；南朝宋景平二年，元嘉元年 |

## 大事记
- 宋少帝劉義符遭顧命大臣徐羨之、傅亮等廢黜，宋文帝劉義隆即位，元嘉之治開始。
- 夏王赫連勃勃想要廢黜太子赫連璝，改立幼子赫連倫。赫連璝知道後率兵七萬自長安攻伐赫連倫，終在高平一戰中擊敗並殺死對方。赫連倫兄赫連昌則率軍襲擊赫連璝，將其殺死，勃勃於是立赫連昌為太子。

## 逝世
- 劉義符，南北朝時期南朝宋第二位皇帝，宋武帝劉裕長子。
- 赫連璝，五胡十六国时代夏國开国皇帝赫连勃勃的長子。